# 오범수
오범수(1919년 9월 27일~1997년 4월 29일)는 대한민국의 정치인이다. 제4·5대 국회의원을 지냈다.

## 역대 선거 결과
|  | 47.12% |

|  | 18.59% |

|  | 28.64% |

|  | 20.53% |